# 남아프리카 연방 공군 제2편대
남아프리카 연방 공군 제2편대 또는 간략히 제2편대는 1940년 10월 창설된 남아프리카 연방 공군의 편대로, 제2차 세계 대전을 비롯한 여러 전쟁에 참여했다. 이 부대는 제2차 세계 대전 당시 동아프리카 전역에 참전해 사막 공군의 일원으로 활동했으며, 이후 이탈리아에서도 활동했다.

## 제2차 세계 대전
제2편대는 1940년 1월 설립된 편대로, 동아프리카 전역과 북아프리카 전역에서 활동 중이던 제1폭격여단의 일부였다. 1943년 8월, 이 편대는 시칠리아, 이탈리아, 유고슬라비아 등지에서도 활동했다.
제2차 세계 대전 당시 제2편대가 보유하고 있던 전투기는 아래와 같다.
- 호커 하트
- 호커 퓨리[3]
- 글로스터 건틀렛
- 글로스터 글래디에이터
- 호커 허리케인
- 커티스 P-40 워호크
- 슈퍼마린 스피트파이어

## 한국 전쟁

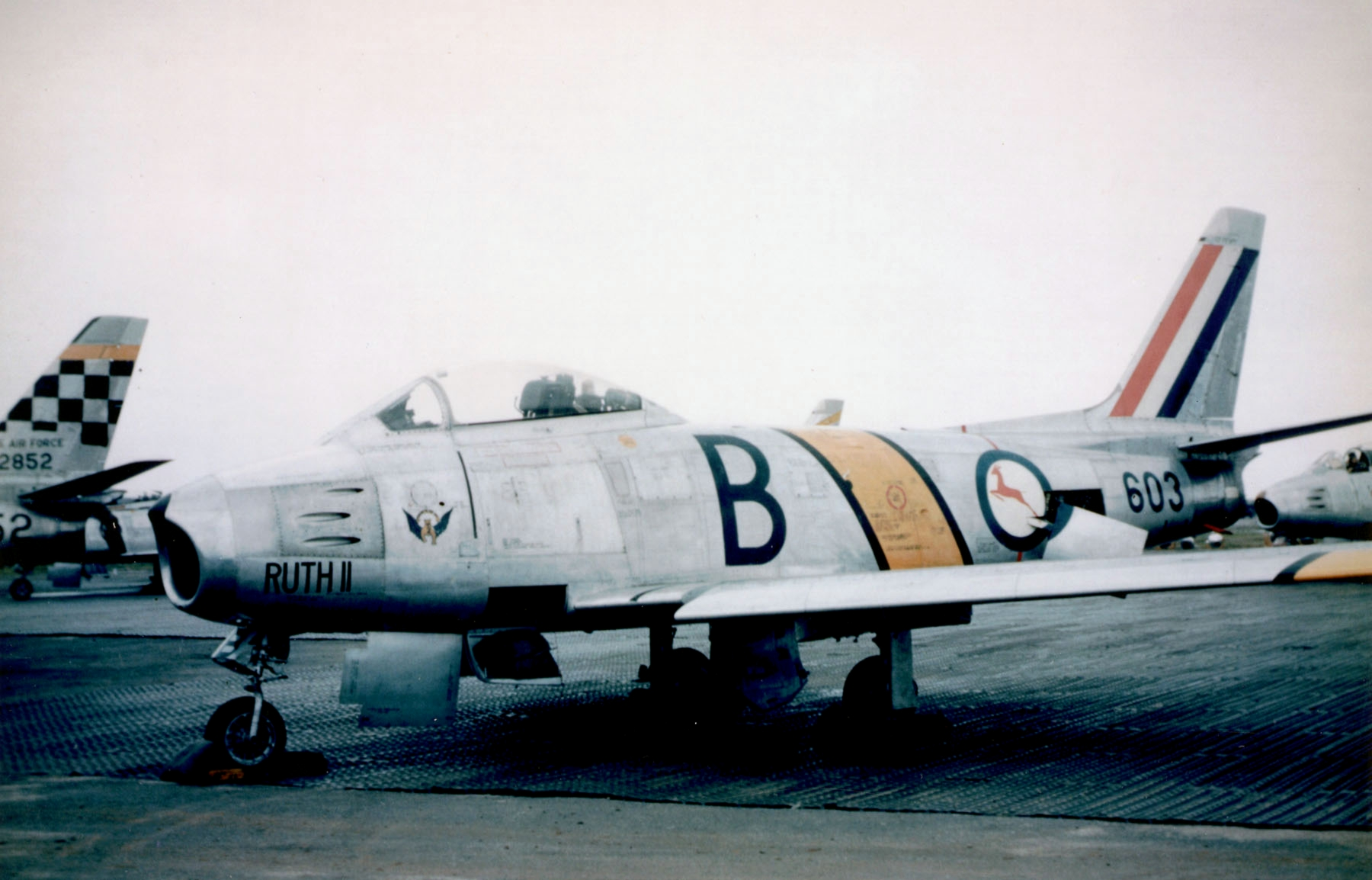
1953년 당시 제2편대.

제2편대는 1950년 11월부터 1953년 12월까지 한국 전쟁에 남아프리카 연방군의 주요 병력으로 참전했다. 제2편대는 미국 공군의 제18비행단의 일부로 배속되었다. 초기에 P-51 무스탕을 운용했지만, 1953년 2월부터는 F-86 세이버를 운용했다. 전쟁 동안 이들은 총 12,067회 출격했으며 대부분의 임무는 공대지 공격이었다. 94대 중 74대의 무스탕기를 잃었고, 22대 중 4대의 세이버기를 잃었으며 34명의 조종사도 사망, 또는 실종되었다. 이러한 공로로 제2편대는 대한민국 대통령 부대 표창과 미국 대통령 부대 표창을 받았다.

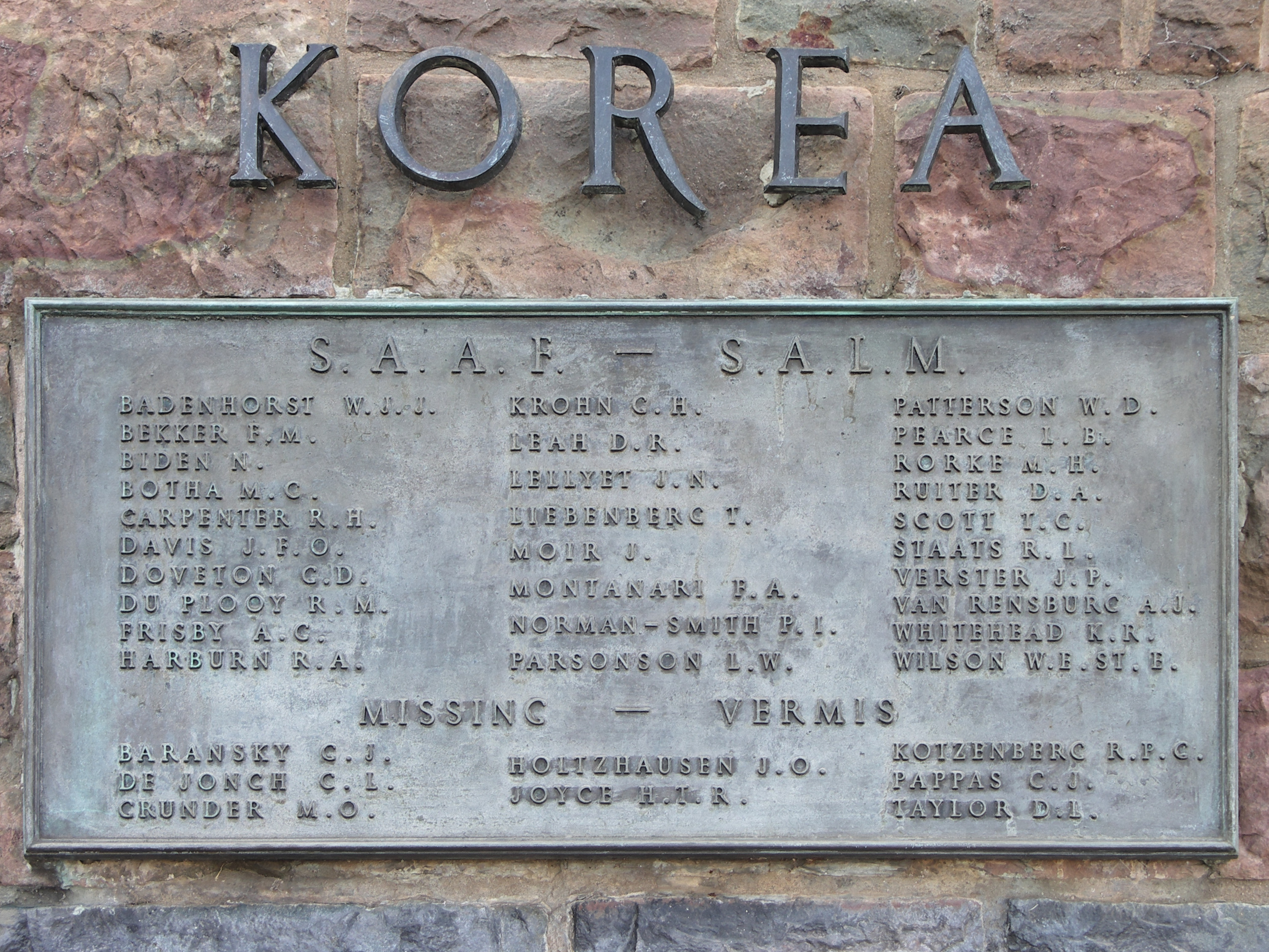
남아프리카 공화국의 연방 건물에 위치한 기념비.

## 같이 보기
- 남아프리카 연방 공군